# Palazzo Dalla Rosa Prati
Il Palazzo Dalla Rosa Prati è un edificio dalle forme neoclassiche situato in strada al Duomo 7 a Parma, a fianco del Battistero, in corrispondenza di piazza Duomo; ospita alcuni uffici, un'abitazione privata e un residence di lusso.

## Storia
Il palazzo originario fu edificato in epoca medievale; i documenti testimoniano la sua esistenza già nel 1222, quando la casa risultava di proprietà della famiglia Adami, alla quale apparteneva fra Salimbene de Adam, uno dei più grandi cronisti dell'epoca, che nacque proprio nel palazzo.
Nel XV secolo l'edificio fu acquistato dalla nobile famiglia Prati, i cui membri nel XVII secolo furono insigniti del titolo di marchesi di Collecchio.
Durante il governo di Ranuccio I Farnese la figlia del marchese Marcello Prati sposò il marchese Pier Luigi Dalla Rosa, che aggiunse al proprio cognome anche quello della consorte, dando così origine al casato dei Dalla Rosa Prati.
Nella seconda metà del XVIII secolo il palazzo fu completamente ristrutturato, conferendo alla facciata l'attuale aspetto neoclassico.
Nei primi anni del XXI secolo l'edificio, ancora appartenente ai discendenti della famiglia, subì un importante intervento di restauro, che consentì di ricavare in una porzione degli interni un residence di lusso con sette suite attrezzate e alcune sale meeting.

## Descrizione
Il palazzo si sviluppa attorno a un piccolo cortile centrale; sito all'angolo fra via al Duomo e vicolo al Battistero, il palazzo si prolunga fino al borgo retrostante.

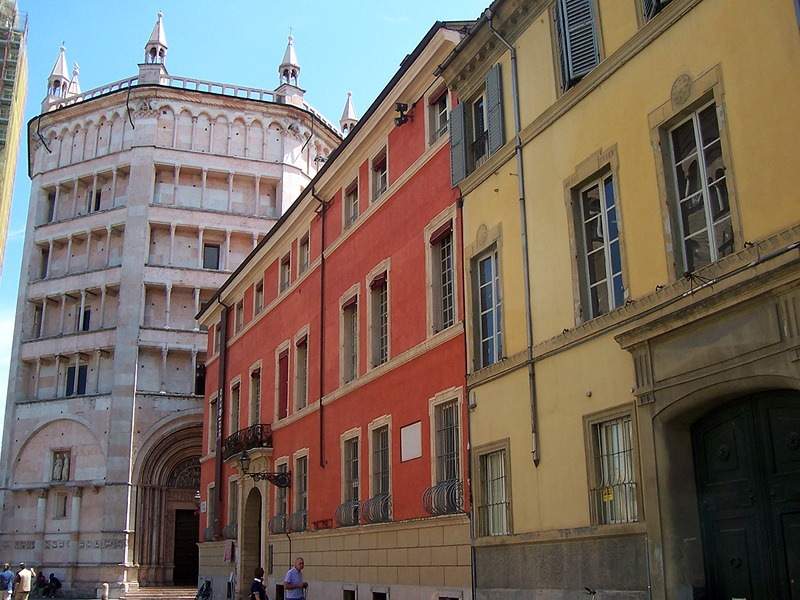
Il Battistero e il Palazzo Dalla Rosa Prati

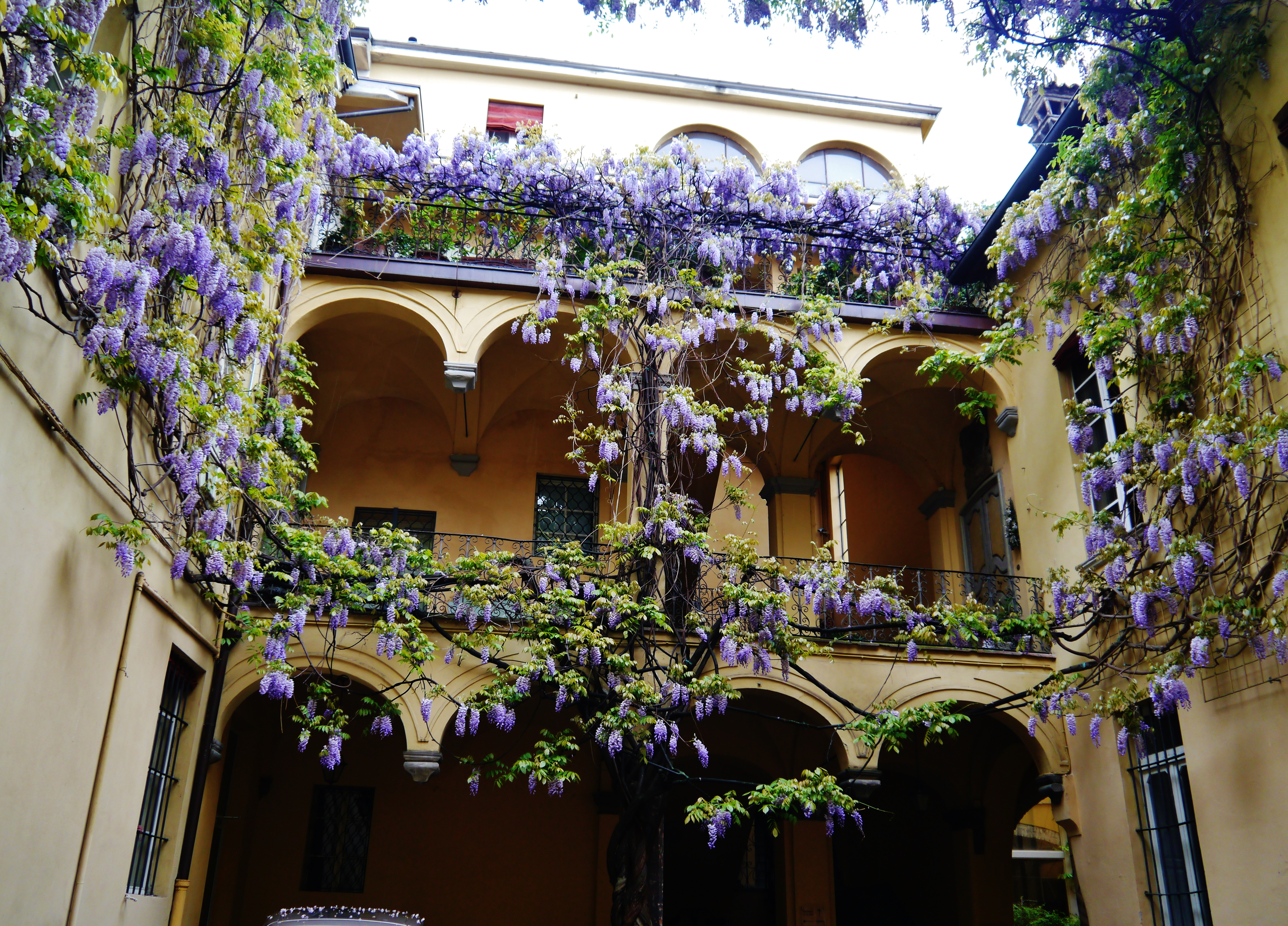
Cortile interno

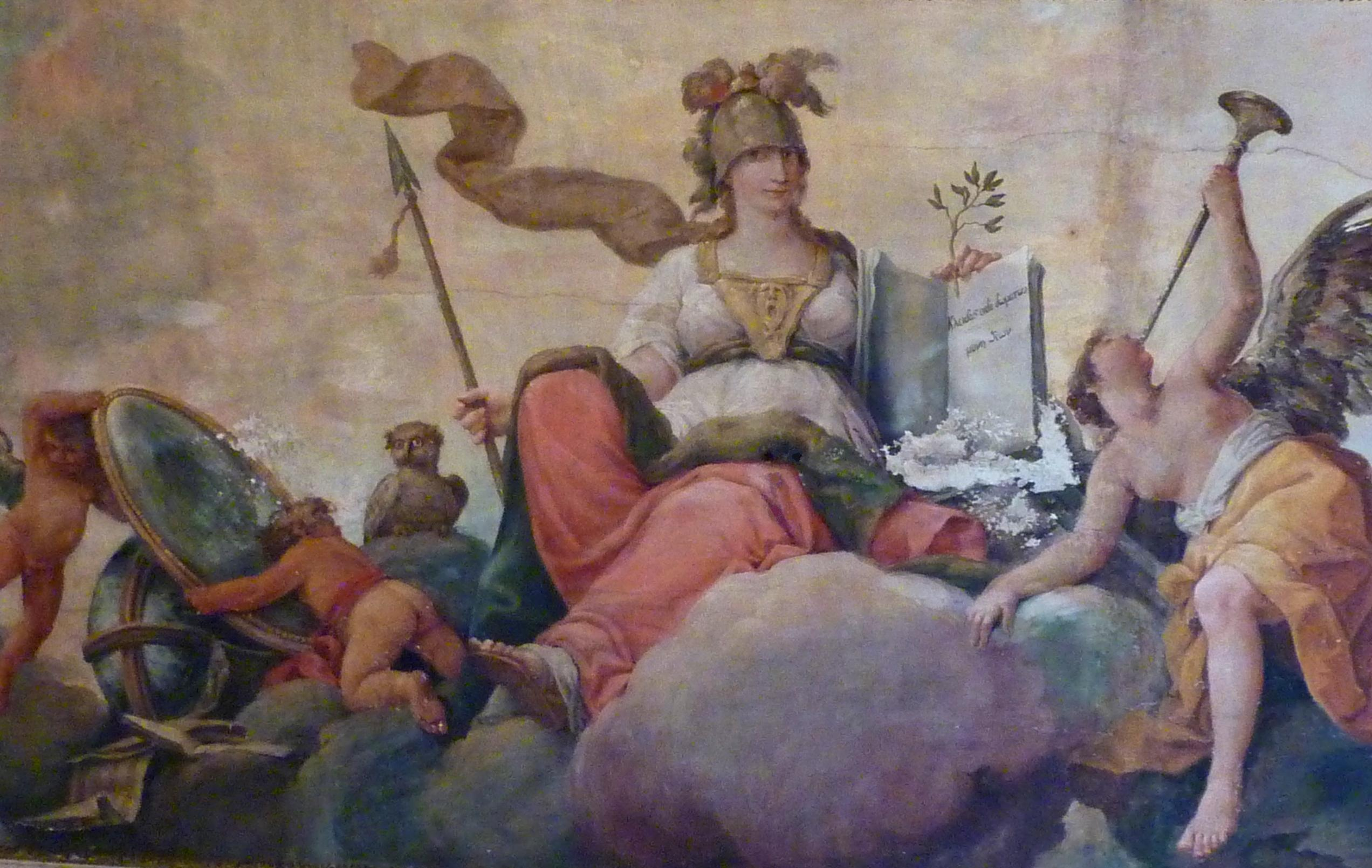
Domenico Muzzi, Allegoria della Giustizia

La facciata principale verso piazza Duomo, seppur asimmetrica, s'innalza ordinatamente su un alto zoccolo in finto bugnato, su cui s'impostano le finestre incorniciate del pianterreno; di pari ordine, le aperture del piano nobile sovrastano una fascia marcapiano, analoga a quella dell'ultimo livello, ove le finestre incorniciate sono di dimensioni più contenute. L'elemento di maggior risalto è il grande portale d'ingresso, affiancato da due lesene, su cui poggia una trabeazione con triglifi di aspetto classico, a sostegno dell'elegante balconcino con ringhiera di ferro battuto.
Attraversando il lungo atrio, si accede al cortile interno, caratterizzato dal porticato con doppio loggiato sovrastante occupante il lato opposto all'ingresso.
All'interno, al piano nobile si trova una sala pregevolmente decorata su tutte le pareti, probabilmente da Benigno Bossi, ricoperta da una volta con al centro l'affresco dell'Allegoria della Giustizia, opera di Domenico Muzzi.
Le sale interne un tempo erano arricchite da una serie di dipinti di pregio, in prevalenza di scuola parmigiana, fra i quali la notevole tela della Madonna col Bambino e Santa Caterina di Girolamo Mazzola Bedoli; nel 1851 i quadri furono acquistati dal governo ducale e oggi sono in buona parte esposti alla Galleria Nazionale di Parma.